# Janowiec (województwo pomorskie)
Janowiec – osada leśna w Polsce położona w województwie pomorskim, w powiecie człuchowskim, w gminie Czarne.
W latach 1975–1998 miejscowość administracyjnie należała do województwa słupskiego.
Osada położona przy drodze wojewódzkiej 202 wchodzi w skład sołectwa „Nadziejowo”.